# Phalaenoides glycinae
Phalaenoides glycinae (nombre común en inglés Australian grapevine moth) es una  especie de polilla de la familia Noctuidae. Es originaria de Australia, pero una especie invasiva en muchas partes del mundo, como Canadá y Sudáfrica.
Tiene una envergadura de 50 mm.
Las larvas se alimentan principalmente de Parthenocissus quinquefolia, Hibbertia obtusifolia, Amyema gaudichaudii, Epilobium ciliatum y especies de Fuchsia y Oenothera, pero principalmente de Vitis vinifera, de la que es considerada una plaga.
El miná (Acridotheres tristis) fue introducido en Australia en 1862 para hacer frente a una serie de plagas de insectos como Phalaenoides glycinae. En esto no se tuvo el éxito esperado, e irónicamente el ave ahora se considera una plaga en muchas partes de Australia.